# Martijn Apituley
Hubertus Maarten Johannes (Martijn) Apituley (Amsterdam, 4 augustus 1948) is een Nederlands acteur, stemacteur, verhalenverteller en -schrijver.
Zijn vader is van Molukse afkomst, zijn moeder Nederlands. Zijn zus is de altvioliste Esther Apituley.
Na een aantal jaren voor de klas te hebben gestaan, is Apituley sinds 1982 actief in het theater, als acteur, regisseur en schrijver. Hij werd bekend door zijn rol in de ziekenhuisserie Medisch Centrum West als Guus Tolhuis.

## Filmografie
- Medisch Centrum West - Guus Tolhuis (1989-1994)
- Westenwind - Mr. Sukandar (2000)
- De Punt (film) - Dr Hassan Tan 2009
- Flikken Maastricht seizoen 2 aflevering Vermist (2008)
- Fort Alpha - gastrol